# یواس‌اس برمودا (۱۸۶۱)
یواس‌اس برمودا (۱۸۶۱) (به انگلیسی: USS Bermuda (1861)) یک کشتی بود که طول آن ۲۱۱ فوت (۶۴ متر) بود. این کشتی در سال ۱۸۶۱ ساخته شد.